# Louisiane (Nouvelle-Espagne)
Pour les articles homonymes, voir Louisiane (homonymie).
1762–1800
Entités précédentes :
- Louisiane française

Entités suivantes :
- Louisiane française

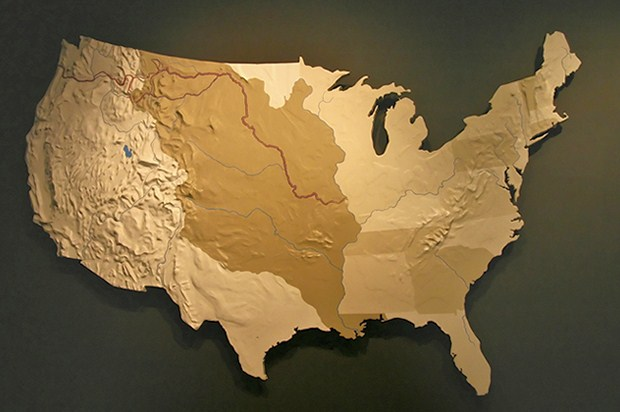
Louisiane espagnole en foncé, par rapport aux États-Unis contigus actuels.

La Louisiane espagnole (en espagnol : Luisiana española) était une subdivision de la Nouvelle-Espagne sous l'autorité de la Capitainerie générale de Cuba. Les Espagnols acquirent la Louisiane française grâce au traité de Fontainebleau en 1762, par lequel les Français cédèrent ce territoire à leur allié. Cependant, les Français reprirent le territoire en 1800 avec le traité de San Ildefonso.

## Géographie
La Louisiane espagnole s'étendait du nord au sud, de l'actuelle frontière du Canada au golfe du Mexique. De l'est à l'ouest, ce territoire s'étend du fleuve Mississippi aux montagnes Rocheuses. Il couvre une superficie de 875 025 milles carrés (2 275 940 km2) et comprend aujourd'hui environ une douzaine d'États américains s'étendant du golfe du Mexique à la frontière canadienne.
La population de cet immense territoire en 1785 est évaluée à 125 000 personnes. Cette population est concentrée le long des cours d'eau. Il faudra attendre le XIXe siècle et la « ruée vers l'ouest » pour voir une arrivée massive de colons européens sur cet espace. Les déplacements ne se faisaient que par les voies d'eau, les principales étant le Mississippi et l'Ohio. La population était très majoritairement indienne, notamment les Sioux et les Cheyennes. Un peu avant 1750 on évaluait à 30 000 le nombre de Sioux, vivant surtout en Haute-Louisiane, aujourd'hui au Minnesota.
On pouvait accéder à ce territoire par le nord à la tête des Grands Lacs : un voyage de cinq à six semaines, en canots, à partir de Montréal, de fort Michilimakinac ou Grand Portage avec quelque 50 portages. On pouvait aussi y avoir accès par la rivière Ohio, qui est la route suivie pour aller de Montréal à La Nouvelle-Orléans. Et enfin, par La Nouvelle-Orléans au sud, en remontant le Mississippi. Les trois routes étaient difficiles et parsemées d'embûches.

## Histoire

### Les traités
- Le traité de Fontainebleau de 1762 (France - Espagne) : la France cède la Louisiane à l'Espagne,
- Le traité de Paris de 1763 (France - Grande-Bretagne) : la France cède l'est de la Louisiane (rive droite du Mississippi) à l'Angleterre à l'issue de la guerre de Sept Ans. Un nouveau conflit éclate (Rébellion de Pontiac) sur ce territoire qui prend le nom de « Territoires Indiens ».
- Le traité de Madrid de 1795 (Espagne - États-Unis) : l'Espagne accorde un comptoir aux États-Unis et une navigation libre sur le Mississippi.
- Le traité de San-Idelfonso de 1800 (Espagne - France) : rétrocession de la Louisiane à la France.
- Le traité de Washington de 1803 (France - États-Unis) : la France cède la Louisiane aux États-Unis d'Amérique pour un montant de 75 500 000 de francs. (15 000 000 dollars)

### La Louisiane espagnole

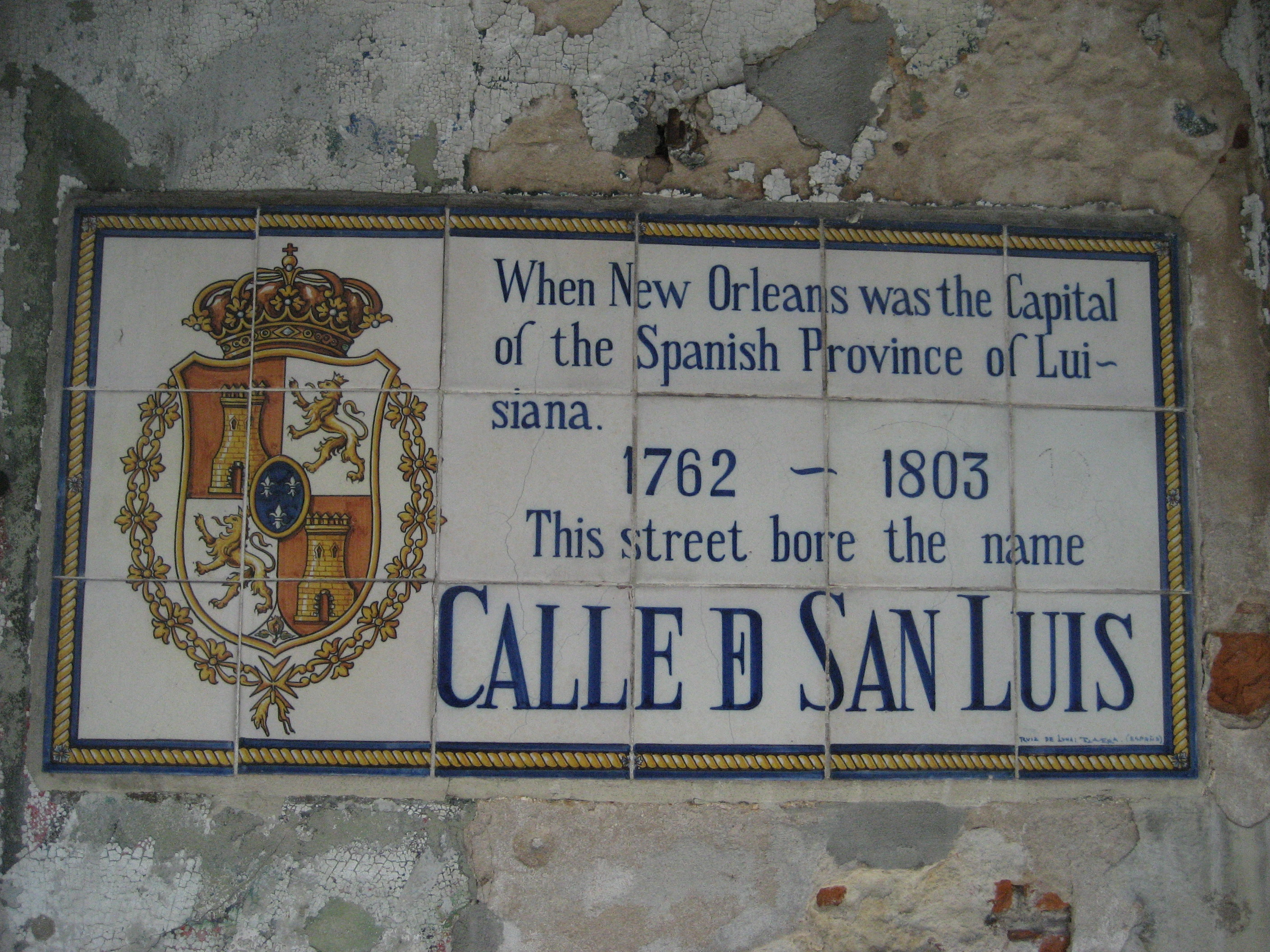
Rappel du nom de San Luis donné à une rue de la Nouvelle-Orléans lors de la Louisiane espagnole.

Par le traité de Fontainebleau signé le 3 novembre 1762 lors de la guerre de Sept Ans, les territoires de la Louisiane sont cédés secrètement à l'Espagne. Défaite en Amérique du Nord face à la Grande-Bretagne et épuisée par le conflit, la France cède à son allié espagnol la Louisiane, qu'elle n'a plus les moyens de contrôler, pour éviter une conquête de celle-ci par les Britanniques. Selon les termes du traité, Louis XV cédait à son cousin germain Charles III d'Espagne : « Le pays connu sous le nom de Louisiane, La Nouvelle-Orléans et l'île sur laquelle, la cité est située ». Seule la partie orientale de la Louisiane (rive droite du Mississippi) sera cédée à la Grande-Bretagne par le traité de Paris de 1763.
Jean-Jacques Blaise d'Abbadie, né en 1726, fut le dernier gouverneur de la Louisiane avant que celle-ci passe ne sous le règne du roi d'Espagne. En octobre 1764, une lettre est publiée portant la signature de Louis XV et de son ministre, le duc de Choiseul, datée du 21 avril 1764, dans laquelle le gouverneur est informé de la cession de la Louisiane à l'Espagne, en vertu d'un traité secret signé à Fontainebleau en 1762. On lui donnait l'ordre de livrer la Louisiane aux représentants de l'Espagne lorsqu'ils se présenteront, ainsi que les postes dépendants, en incluant l'île de La Nouvelle-Orléans. La lettre donnait des instructions pour le rapatriement des officiers, soldats et autres employés, qui ne voulaient pas demeurer sous une administration espagnole. Le roi de France conclut cette lettre par ces mots « Espérant en outre qu'il plaira à sa Majesté Catholique de donner à ses sujets de Louisiane la protection et les marques d'affection qu'ils ont reçu sous mon règne, et que les fortunes de la guerre n'ont pas permis l'accomplissement »
En février 1765, d'Abbadie décède à La Nouvelle-Orléans avant la transmission des pouvoirs à l'administration espagnole. C'est Charles Philippe Aubry, le capitaine sénior des troupes de la Louisiane qui prit la succession et effectua le transfert formel de la colonie aux officiels espagnols quelques mois plus tard.
Les Louisianais outrés de passer sous le règne du roi d'Espagne déléguaient Jean Milhet pour demander à Louis XV de ne pas abandonner ses sujets à un autre monarque. Ce fut en vain que Bienville allait rencontrer monsieur Choiseul en compagnie de Milhet. Ils furent très bien reçus, mais on leur fit part que le traité de Fontainebleau ne pouvait être annulé.
Entre-temps Don Antonio de Ulloa arrivait à La Nouvelle-Orléans le 5 mars 1766, pour occuper le poste de gouverneur. Ainsi débuta le règne espagnol pour la Louisiane. Cependant, le règne espagnol fut à ce moment plus apparent que réel. Ulloa vint accompagné de seulement deux compagnies d'infanterie et ne prit pas possession officiellement de la colonie au nom du roi d'Espagne. En fait, le pavillon espagnol ne fut pas déployé à la place d'Armes à La Nouvelle-Orléans, la capitale de la Louisiane. Les ordres et instructions de Don Antonio de Ulloa furent transmises par Aubry, le commandant et gouverneur français. Don Antonio de Ulloa, un scientifique distingué, manqua dès le départ de tact dans ses relations avec les Louisianais, dont celui d'émettre de nouvelles directives restrictives concernant le commerce.
Jean Milhet revint de France à la fin de l'année 1767, et les coloniaux écoutèrent attentivement le récit de l'échec de la mission. Les citoyens de la Louisiane prirent alors la résolution d'expulser le gouverneur étranger, et s'adressèrent dans ce but au conseil supérieur de la colonie. Ils présentèrent une pétition à ce conseil faisant suite à une réunion tenue à La Nouvelle-Orléans. La pétition présentée au Conseil supérieur est datée du 28 octobre 1768. Les coloniaux proclament qu'ils sont prêts à « offrir leur propriété et leur sang pour conserver à jamais le titre inviolable de citoyens français. »
Nicolas Chauvin de Lafrenière, procureur général, qui fut le principal orateur à cette réunion spéciale à La Nouvelle-Orléans, s'adressa au Conseil en faveur de cette pétition, une allocation prononcée le 29 octobre 1768. Le conseil rédigea un décret en conformité avec la requête des habitants et aux recommandations de Lafrenière. Aubry protesta, mais le conseil exigeait son application, et le 31 octobre, Don Antonio de Ulloa s'embarqua à bord d'un vaisseau français qui avait été nolisé. Le jour suivant les câbles du vaisseau furent coupés par un Louisianais nommé Petit, et l'étranger fut expulsé. Ce fut réellement une rébellion. Pendant dix mois, les Louisianais cherchèrent l'appui de la France pour refonder un territoire français sur les bords du Mississippi, mais la France ne fit rien.
À la suite de ces événements, les Espagnols envoyèrent l'année suivante une force de 3 000 hommes pour mater cette révolte. Le général Alejandro O'Reilly, un mercenaire irlandais au service de la couronne d'Espagne, arriva à la tête de cette troupe le 17 août 1769, et s'empressa de hisser le drapeau espagnol sur la place d'Armes. Tout d'abord, il traita les chefs des insurgés avec politesse. Il laissa entendre qu'il ne prendrait pas de mesures draconiennes en regard des événements d'octobre 1768.
Cependant, il agit avec beaucoup de duplicité, en procédant à l'arrestation des principaux responsables de la révolte contre Ulloa, alors que ceux-ci assistaient à une réception à la maison du gouverneur. Villeré, un planteur sur la côte allemande[Quoi ?] faisant partie des activistes, fut même tué en résistant à son arrestation. Le 20 octobre 1769, O'Reilly recevra des recommandations d'officiers de la justice, dont celle du juge Manuel José de Urrutia, et quatre jours plus tard, des sentences seront rendues conformément à ces recommandations. Le représentant du gouvernement Felix de Rey, présenta la cause au nom du royaume d'Espagne. Les charges sont les suivantes pour les accusés : trahison, sédition, écrits incendiaires, et menées hostiles dans le but d'expulser les autorités espagnoles.
La défense fit valoir que la loi espagnole n'avait pas été proclamée. Les coloniaux furent terrorisés, mais le nouveau gouverneur émet une proclamation déclarant que seuls les auteurs de la rébellion, l'année précédente, seront punis, ce qui contribua à apaiser dans une certaine mesure les craintes.  C'est ainsi que le 25 octobre 1769, Alejandro O'Reilly exécute cinq patriotes français : Nicolas Chauvin Lafenière, l'ancien procureur général de la Louisiane ; Pierre Marquis ; Jean-Baptiste de Noyan, Pierre Caresse et Joseph Milhet. Ils furent d'abord condamnés à la pendaison, mais comme il n'y avait pas d'exécuteurs, ils furent fusillés par les soldats espagnols. O'Reilly agit ici avec une excessive sévérité pour une rébellion qui n'avait pas été pas une révolte armée. Par ailleurs, les jugements furent conduits avec une telle célérité qu'il ne fut pas possible de se prévaloir en appel. L'exécution se déroula quatre jours après la condamnation. Autres sentences : Joseph Petit, emprisonnement à vie ; Jean Milhet, Pierre Poupet et Pierre Hardy de Boisblanc, six ans d'emprisonnement. Une vingtaine d'autres accusés furent bannis à vie de la Louisiane. Tous les autres prisonniers furent relâchés au bout de 18 mois. 
À la fin de 1769, O'Reilly adopta un certain nombre de mesures pour tenter d'apaiser ses relations avec la population d'origine française. À la fin de son mandat, il appointa Luis de Unzaga y Amézaga, comme gouverneur de la Louisiane.
Le gouverneur Luis de Unzaga y Amézaga arriva en Louisiane en 1769. Comme colonel du régiment de La Havane, il reçut la mission de former un régiment composé de citoyens de la colonie, appelé le régiment de la Louisiane. Il fut nommé officiellement gouverneur de la Louisiane le 1er décembre 1769 pour un mandat devant se terminer le 1er janvier 1777. Il reçut aussi la mission d'améliorer les relations de l’administration espagnole avec les Louisianais, marqués par le gouverneur précédent. En 1770, il épousa Marie Élizabeth de Saint-Maxent, la deuxième fille de Gilbert Antoine de Saint-Maxent. Luis de Unzaga y Amézaga gagna par ce mariage avec une famille influente la confiance des habitants. L'administration de Luis de Unzaga y Amézaga fut marquée par un désir de composer avec la population locale et sous son mandat plusieurs mesures furent adoptées. Un nouveau code pour l'esclavage prévit certains adoucissements, entre autres une forme de rémunération, la possibilité de se libérer, en plus d'un genre de tribunal pour juger les plaintes. Dès l'année 1771, un système d'écoles publiques fut instauré. Les marchands eurent beaucoup plus de latitude dans les échanges avec l'extérieur. Luis de Unzaga y Amézaga à sa demande, presque à la fin de son mandat, fut relevé de ses fonctions pour cause de santé. Bernardo de Gálvez lui succède.

### Fondation de Saint-Louis
La ville est officiellement fondée par les marchands français Gilbert-Antoine de Saint Maxent et son associé, Pierre Laclède accompagné par son jeune assistant et beau-fils néo-orléanais Auguste Chouteau le 15 février 1764. En 1765, Saint-Louis devient la capitale de la Haute-Louisiane. Entre 1766 et 1768, elle est administrée par le lieutenant gouverneur français Louis Groston de Bellerive de Saint Ange. Après 1768, Saint Louis est contrôlée par des gouverneurs espagnols et continue de l'être même après la signature du traité secret de San Ildefonso, le 1er octobre 1800, qui restitue le territoire à la France.

### Les Espagnols en Haute-Louisiane
En 1770, les habitants de Sainte-Geneviève (1500 hab.) se sont montrés plus pragmatiques qu'à La Nouvelle-Orléans, lors de l'arrivée de la garnison espagnole. Vivant à cet endroit un citoyen du nom de François Vallée, mieux connu sous le nom de Papa Vallée. Le premier François Vallée émigra de Rouen à Québec en 1645. Son petit-fils François naquit à Québec, le 2 janvier 1716. Celui-ci s'installa à Kaskaskia en 1740, et où il épousa Marianne Billeron. Peu de temps après il se transporta à Sainte-Geneviève (nouvelle ville fondée depuis peu de temps en Louisiane) où naquirent ses trois enfants: deux garçons et une fille. La famille prospéra, et 15 ans après leur arrivée à Sainte-Geneviève la famille Vallée fut reconnue comme la plus prospère de la région. Philip Pittman, écrivait « Vallée était le citoyen le plus riche de l'Illinois ; il produisit de grandes quantités de maïs et autres céréales; il était le propriétaire de 100 esclaves, et en plus des engagés qu'il gardait de façon permanente. » Vallée était reconnu comme un homme astucieux aussi. Ayant vécu sous le drapeau fleurdelisé toute sa vie, il ne pouvait certes se réjouir à la nouvelle que la Louisiane venait d'être cédée à l'Espagne.
Pourtant, lorsque Don Pedro Piernas, le nouveau lieutenant gouverneur de la Haute-Louisiane, s'arrêta à Sainte-Geneviève, en route pour ses quartiers généraux à Saint-Louis, il fut accueilli par Papa Vallée comme si c'était une vieille connaissance. Bien que ses associés et amis le pressaient de garder ses distances vis-à-vis du régime espagnol. Piernas s'amena à Sainte-Geneviève avec sa troupe fatiguée et affamée. Vallée les restaura. Il soupçonnait que Don Pedro manquait autant de liquidité que de provisions. Vallée voulait aussi aider le commandant Piernas à résoudre ses problèmes financiers en lui octroyant un prêt.
Les retombées de son geste ne tardèrent pas à venir. La gratitude de Piernas fut tel que Papa Vallée fut nommé commandant civil et militaire de Sainte-Geneviève, à ce titre, il eut sous son commandement un lieutenant, un caporal et sept soldats. Plus tard, la garnison, toujours sous le commandement de Papa Vallée fut augmentée; Don F. Charpentier, lieutenant, Don F. du Choquette comme sous-lieutenant, plus un premier sergent, deux seconds sergents, quatre premiers caporaux, quatre seconds caporaux et tous les citoyens de 15 à 50 ans habiles à manipuler les armes. Par la suite tous les officiers de la milice du temps du régime français furent confirmés dans leur poste.
Dès leur arrivée en Louisiane, les Espagnols se sont efforcés de peupler cet immense territoire. On peut énumérer les principaux courants migratoires de la façon suivante :

### Par la partie Nord
Ces colons arrivant par la partie Nord, venaient du Québec ou appelé Bas-Canada après 1791. C'étaient en général ceux qu'on appelait Voyageurs ou coureurs des bois, résolus à s'installer de façon permanente sur des terres. Les bonnes terres se faisant rares au Québec, celles des bassins du Mississippi et des Grands Lacs étaient particulièrement attrayantes. Cette immigration datant du régime français s'est prolongée jusqu'aux années 1850. On s'implantait en particulier au Michigan, au Minnesota, Wisconsin, Dakota Nord, Missouri, Montana et tout le long du Mississippi, jusqu'en Louisiane. On retrouve dans ces régions de nombreux descendants de ces pionniers. Tous les patronymes du Perche, de Normandie, Poitou, etc. y sont représentés. C'était avant l'ère industrielle.

### Migration du Canada
Des pionniers canadiens et même américains ont dû fuir l'état d'anarchie qui sévissait à l'Est du Mississippi, d'abord sous le régime britannique et après 1778, sous l'administration américaine. Ils se transportèrent sur la rive Ouest du Mississippi. Lors de la guerre d'indépendance américaine, dès l'année 1778. Avec l'arrivée des troupes commandées par le colonel George Rogers Clarks, dont le mandat officiel était celui de couper les raids indiens à la source, la guerre contre les tribus indiennes éclata aussitôt. Cette guerre conduite par chaque camp, atteignit un sommet de raffinement dans la cruauté. Les registres de la paroisse de Notre-Dame de la Conception du village français de Kaskaskia (Illinois) témoignent de cette cruauté.
Sous occupation britannique, dès 1772, le général Gage, décréta l'expulsion des colons français de la vallée de la rivière Ouabache et confisqua les propriétés. Les pétitionnaires demandent protection contre les exactions du colonel James Montgomery, et aussi du colonel John Rogers et autres qui ont été placés en autorité au village de Kaskaspias. Dans une autre pétition envoyée en mars 1783, aux commissaires de la Virginie, on fait état que le capitaine Richard Winston, gouverneur civil les a plongés dans un état de pauvreté, de misère et de calamité. 
Par la suite des membres importants de la communauté se transportèrent sur la rive Ouest du Mississippi, en Louisiane espagnole. Parmi ces derniers on note Joseph Labussière, Gabriel Cerre, et Charles Gratiot.

### Arrivée des Acadiens et des Espagnols
En 1758, la quatrième année de la déportation, 4 000 Acadiens furent déportés vers l'Angleterre, puis vers la France. Entre 600 et 700 personnes ont péri en mer à la suite du naufrage du Duke William et du Violet qui les transportaient. En 1785, sept navires amenèrent de France en Louisiane 1 600 Acadiens. Pour leur départ, les familles en partance pour la Louisiane, furent rassemblées dans les ports de Saint-Malo et de Nantes. De 1763 à 1785, plus de mille Acadiens venant des États américains vinrent s'établir en Louisiane. Ils arrivèrent généralement en ces lieux par petits groupes. On dénombre au moins 3 100 Acadiens qui se sont installés en Louisiane.
Un contingent de 1 650 Espagnols venant des îles Canaries vinrent s'établir dans une section de la Louisiane. Finalement, à partir des années 1800, et s'échelonnant jusqu'en 1809, il y eut une forte affluence d'immigrants en provenance de Saint-Domingue et des Antilles. Au total, ces 10 000 nouveaux citoyens donnent un essor considérable à la Louisiane.

### La guerre d'indépendance américaine
Quoique le règne espagnol s'amorçât brutalement, il devint par la suite modéré, agissant avec beaucoup de tact et de diplomatie dans ses relations avec les citoyens. Par la suite, Bernardo de Galvez leur apporta prospérité et gloire, ce qui contribua à réconcilier les Louisianais avec le régime espagnol. En 1779, la guerre entre les États-Unis et la Grande-Bretagne atteignit des sommets. La France venait de reconnaître l'indépendance de la nouvelle république. L'Espagne vint aussi à l'aide des États-Unis en déclarant la guerre contre la Grande-Bretagne, le 8 mai 1779. 
Le 8 juillet Charles III autorisa ses sujets en Amérique à participer au conflit, et Galvez qui jusqu'ici agissait comme gouverneur provisoire fut nommé comme gouverneur en titre et intendant. 
Il convoqua une assemblée des principaux citoyens de la cité, il leur dit qu'il ne pourrait être assermenté au poste de gouverneur, à moins que le peuple de la Louisiane lui promettait son appui dans la guerre menée contre la Grande-Bretagne. Cette requête fut reçue avec enthousiasme par les participants à cette assemblée.
Les Anglais s'attaquèrent pour la première fois à la Louisiane, et ce aux deux extrémités en 1779, pendant la guerre d'indépendance américaine. C'est alors que le maréchal Bernardo de Galvez a défait les Britanniques à Bâton-Rouge, à Mobile, à Saint-Louis, en Haute Louisiane, et à Fort St-Joseph, non loin de Chicago actuel. Il fut appuyé en ces endroits par les milices locales, composés de pionniers originaires du Québec, comme en témoignent les listes de miliciens. 
Miro fut nommé par intérim en remplacement de Bernardo de Galvez, retenu à Cuba de 1782 à 1785. Il est devenu gouverneur en titre en 1785. Durant son terme, il étendit le commerce avec la France et les Antilles. Il suspendit les droits d'entrée ce qui contribua grandement au développement de La Nouvelle-Orléans comme port international.
En 1788, le recensement de La Nouvelle-Orléans et des environs indique 43 111 résidents dont 19 945 noirs. Le vendredi saint, le 21 mars 1788, une conflagration éclata à La Nouvelle-Orléans, détruisant 856 édifices et laissant 1 000 personnes sur le pavé. Miro s'appliqua à fournir des tentes et des provisions à ceux dans le besoin. Miro s'attira aussi la faveur populaire lorsqu'il renvoya sur le champ le père Antonio de Sedella, arrivé d'Espagne dans le but de tenir des audiences sous les auspices de l'Inquisition. C'est également sous le règne de Miro que l'on fit venir de France quelque 1 600 Acadiens et ce aux frais de l'État espagnol. En effet, l'Espagne poursuivait une politique d'immigration pour la Louisiane, dans le but entre autres de parer à une invasion anglaise, en plus évidemment de favoriser la croissance économique.
Né en France, le baron François Louis Hector de Carondelet est un officier au service de l'Espagne. Nommé gouverneur, il devait s'assurer à ce que la Révolution française ne s'étende pas à la Louisiane. La Révolution française se déroulant outre-Atlantique fut ressentie jusqu'en Louisiane. Quand Louis XVI fut exécuté, l'Espagne déclara la guerre à la France. Des rumeurs de rébellion se répandirent en Louisiane. De sorte, que Carondelet émit une proclamation prohibant les discussions à haute voix portant sur la Révolution française. Toute infraction était sujette à l'amende ou à l'emprisonnement. 70 personnes furent expulsées de la Louisiane et 6 meneurs sont emprisonnés. Carondelet encouragea néanmoins les Français à venir en Louisiane, dans l'espoir que les horreurs rapportées seraient de nature à décourager les sympathisants.
Cependant pour la masse, cette préoccupation fut moins évidente. Cette révolution se déroulant dans un tout autre contexte, les causes à l'origine de celle-ci n'avaient que peu d'écho dans cette société égalitaire du nouveau monde, si l'on exclut la question de l'esclavage. Un jour, un individu s'amène sur la place publique, et fait un vibrant plaidoyer en faveur des principes de la Révolution française. Comme le style employé ne correspondait nullement au degré de compréhension de la population, la foule se retira progressivement, laissant sur place quelques négrillons entourant l'orateur : « Cet homme est fou sanctionnait la population. » La police de Carondelet n'a pas eu à intervenir.

### Les derniers gouverneurs
- Manuel Gayoso de Lemos y Amorin (1797-1799). Fut appointé par Carlos IV en raison de sa bonne connaissance de l'anglais. Il mourut de la fièvre jaune en 1799.

- Sebastián Calvo de la Puerta y O'Farrill, marquis de Casa Calvo (1799-1801). Nommé par intérim, il assiste aux discussions et démêlés entourant la question des droits de navigation sur le Mississippi et de la rétrocession de la Louisiane à la France.

- Juan Manuel de Salcedo (1801-1803).

Le 30 novembre 1803, la Louisiane fut transférée de l'Espagne à la France. Pour l'Espagne, la Louisiane s'est avérée la plus performante de ses colonies. Avec un port, celui de La Nouvelle-Orléans stratégiquement bien situé, ouvert au commerce avec les autres colonies espagnoles dont Cuba, les Antilles françaises et les États-Unis d'Amérique. Les produits de la forêt, les fourrures, les produits agricoles, le coton, etc. s'écoulaient par ce port très fréquenté.
Cette colonie en raison de sa stabilité et de ses échanges commerciaux avaient atteint un bon degré d'autosuffisance. Malgré un début chaotique, les mandats de ses gouverneurs pour la plupart se rendirent à terme témoignant ainsi du caractère stable de l'administration. Ses administrateurs se sont intégrés généralement à la population. À la fin du régime espagnol, cette colonie était en pleine expansion. La paix régnait avec les tribus indiennes, principalement Sioux et Cheyennes, bien qu'en ces derniers temps elles étaient rendues plus nerveuses en raison des événements qui se déroulaient sur le territoire américain situé à l'est du Mississippi. La perspective d'être rattachées éventuellement à la république américaine n'était pas de nature à les calmer.

### La fin de la Louisiane espagnole
Cette journée de la remise de la Louisiane redevenue française pour quelques jours aux États-Unis d'Amérique fut appelée la Journée des trois drapeaux. Cette cérémonie s'est déroulée à St-Louis des Illinois, en Haute-Louisiane les 9 et 10 mars 1804. Comme la population de Saint-Louis était alors surtout de souche française, le drapeau français a flotté durant vingt-quatre heures avant le transfert du territoire aux États-Unis d'Amérique. À l'origine, cette contrée possession française, passait sous juridiction espagnole, en vertu du traité de Fontainebleau de 1762.
Le 9 mars 1804, la cérémonie débuta avec l'arrivée du major Amos Stoddard (récemment désigné gouverneur militaire américain) accompagné du capitaine Meriwether Lewis, membre de l'expédition Lewis et Clark. La garnison espagnole, en uniforme de cérémonie, au son de la musique du fifre et tambour souhaite la bienvenue à la nouvelle administration. Après que celle-ci eut reçu les clés de la ville du lieutenant-gouverneur espagnol (Charles de Hault de Lassus), le canon se fit entendre, suivi de l'allocution prononcée par le gouverneur de Lassus : « Peuple de la Haute-Louisiane, par ordre du roi, je suis sur le point de rendre ce poste et ses dépendances. Le drapeau qui vous a protégé pendant près de 36 ans, vous ne le verrez plus. Le serment que vous aviez tenu, ne vous liera plus. La fidélité et le courage que vous avez manifestés resteront gravés dans nos mémoires. Du fond de mon cœur, je souhaite à tous prospérité. »
C'est avec les larmes aux yeux que le gouverneur de Lassus assista à la descente du drapeau espagnol. Puis ce fut la montée du drapeau français au milieu des acclamations de la population. Au crépuscule, le gouverneur Stoddard eut l'intention d'abord de descendre le drapeau français de son mat, puis se ravisant, jugeait plus prudent de la garder déployé pendant une période complète de 24 heures. Une garde d'honneur formée de volontaires fut assignée à la garde pour la nuit. 
Charles Gratiot, un citoyen suisse, un riche propriétaire terrien, s'écria « Trois hourras pour le drapeau américain ». Un silence glacial plana; il n'y eut aucun hourra. Gregory Franzwa ajoute que « les citoyens de cette ville regrettaient la France de Louis XIV, une France qui désormais n'existe plus. »
Cependant, il y a plus. Les populations de Sainte-Geneviève et de Saint-Louis sont composées en grande partie d'anciens résidents de la rive Est du Mississippi, faisant partie du territoire américain. Ils ont dû laisser leurs terres et exploitations agricoles, à la suite des vexations des promoteurs, spéculateurs et aventuriers de tous acabits, et de l'état d'anarchie qui y régnait. La journée se terminait ainsi dans l'appréhension des citoyens concernant l'avenir de la Haute-Louisiane. En effet, dans les années qui allaient suivre, les conflits accompagnés de massacres avec les Cheyennes et les Sioux se dérouleront dans leur cour. Cette journée du 10 mars 1804, marque la fin de la Louisiane espagnole et également la fin définitive du contrôle par la France, de la Louisiane.